# Narros del Castillo
Narros del Castillo – gmina w Hiszpanii, w prowincji Ávila, w Kastylii i León, o powierzchni 33,61 km². W 2011 roku gmina liczyła 187 mieszkańców.